# Гаваєво
Гаває́во (рос. Гаваево, ерз. Гаваева) — селище у складі Атяшевського району Мордовії, Росія. Входить до складу Кіржеманського сільського поселення.

## Населення
Населення — 3 особи (2010; 14 у 2002).
Національний склад (станом на 2002 рік):
- ерзяни — 100 %